# Intimate and Live
Intimate and Live er et livealbum af den australske sangerinde Kylie Minogue, udgivet i 1998. Albummet var en stor succes i Australien med sangen "Dancing Queen" fra ABBA. Sporlisten af turneen, hvorfra albummet blev indspillet, er baseret på sange fra hendes to album med Deconstruction samt andre versioner af sange med Stock, Aitken og Waterman.

## Sporliste

### CD 1
1. "Too Far" – 6:57
2. "What Do I Have to Do?" – 4:20
3. "Some Kind of Bliss" – 4:07
4. "Put Yourself in My Place" – 4:51
5. "Breathe" – 4:05
6. "Take Me With You" – 6:29
7. "I Should Be So Lucky" – 4:00
8. "Dancing Queen" – 6:00
9. "Dangerous Game" – 5:34
10. "Cowboy Style" – 6:28

### CD 2
1. "Step Back in Time" – 3:36
2. "Say Hey" – 7:46
3. "Free" – 4:10
4. "Drunk" – 4:00
5. "Did It Again" – 4:21
6. "Limbo" – 5:18
7. "Shocked" – 4:10
8. "Confide in Me" – 5:38
9. "The Loco-Motion" – 6:27
10. "Should I Stay or Should I Go" – 3:20
11. "Better the Devil You Know" – 4:29

## Eksterne hanvisninger
- Intimate and Live på Allmusic